# Luis Nougués
Luis Francisco Nougués (San Miguel de Tucumán, 1871-San Miguel de Tucumán, 1915) fue un argentino que se destacó por su actividad como gobernador ilustrado de la provincia de Tucumán. 

## Biografía
Nació en la capital tucumana en 1871, pero luego se crio huérfano de madre. Estudió en el Colegio Nacional y muy joven marchó a Buenos Aires a estudiar Ingeniería, donde se graduó en 1895. Inmediatamente volvió a su provincia, dedicándose a la administración del Ingenio San Pablo que había fundado su abuelo. La casa del ex Ingenio San Pablo (hoy Centro de Altos Estudios) fue diseñada íntegramente por el mismo ingeniero Nougués, como “trabajo práctico” cuando cursaba el cuarto año de la carrera.

Se casó con Julia Etchecopar, con la que tuvo siete hijos. El inquieto Nougués en 1903 fundó un nuevo partido político: Unión Popular, opositor al partido gobernante de ese momento. En los años subsiguientes, fue un activo diputado y senador provincial. Luego de su carrera legislativa, fue elegido Gobernador de la Provincia el 2 de abril de 1906, tenía tan sólo 35 años. Desde ese sitial, tuvo especial énfasis en el cuidado de las condiciones de salubridad de los tucumanos. Asimismo llevó adelante importantes obras de irrigación, bajo su mandato se fundó la Estación Experimental Agrícola y la Nueva Villa de Marcos Paz. Se iniciaron también obras de importancia como la casa de Gobierno, el actual Teatro San Martín, y el Hotel Savoy (hoy edificio del Casino), entre otras obras. Fue también propulsor del turismo en Tucumán, para lo cual ya había fundado en 1899 en tierras del Ingenio San Pablo, la Villa Nougués que luego llevaría su nombre y donde hoy se emplaza una estatua en su honor. Luego de dejar la gobernación viajó a Europa durante un año.
En 1915 enfermó gravemente, trasladándose a Buenos Aires en busca de una cura, lo que no consiguió. El 30 de diciembre de ese año falleció.